# Cubanisto (bière)
La bière Cubanisto est une bière brassée par InBev.

## Les bières
La Cubanisto Rum, fabriquée avec du malt d'orge, fermentée avec une fermentation basse, avec un taux d'alcool de 5,9% et aromatisée au rhum,,,,, et la Cubanisto Tequila, aromatisée à la tequila.

## Histoire
La bière est originaire du pays de Cuba mais a plutôt été développé en Belgique par InBev, une brasserie très réputée pour la fameuse marque Leffe.
InBev voulait offrir une alternative aux bières traditionnelles en s'inspirant des saveurs latino-américaines.